# Ludvík Dietrich
Rytíř Ludvík Dietrich z Dietrichů (8. března 1803 Brno – 11. června 1858 Olomouc) byl český hudební skladatel a kytarista.

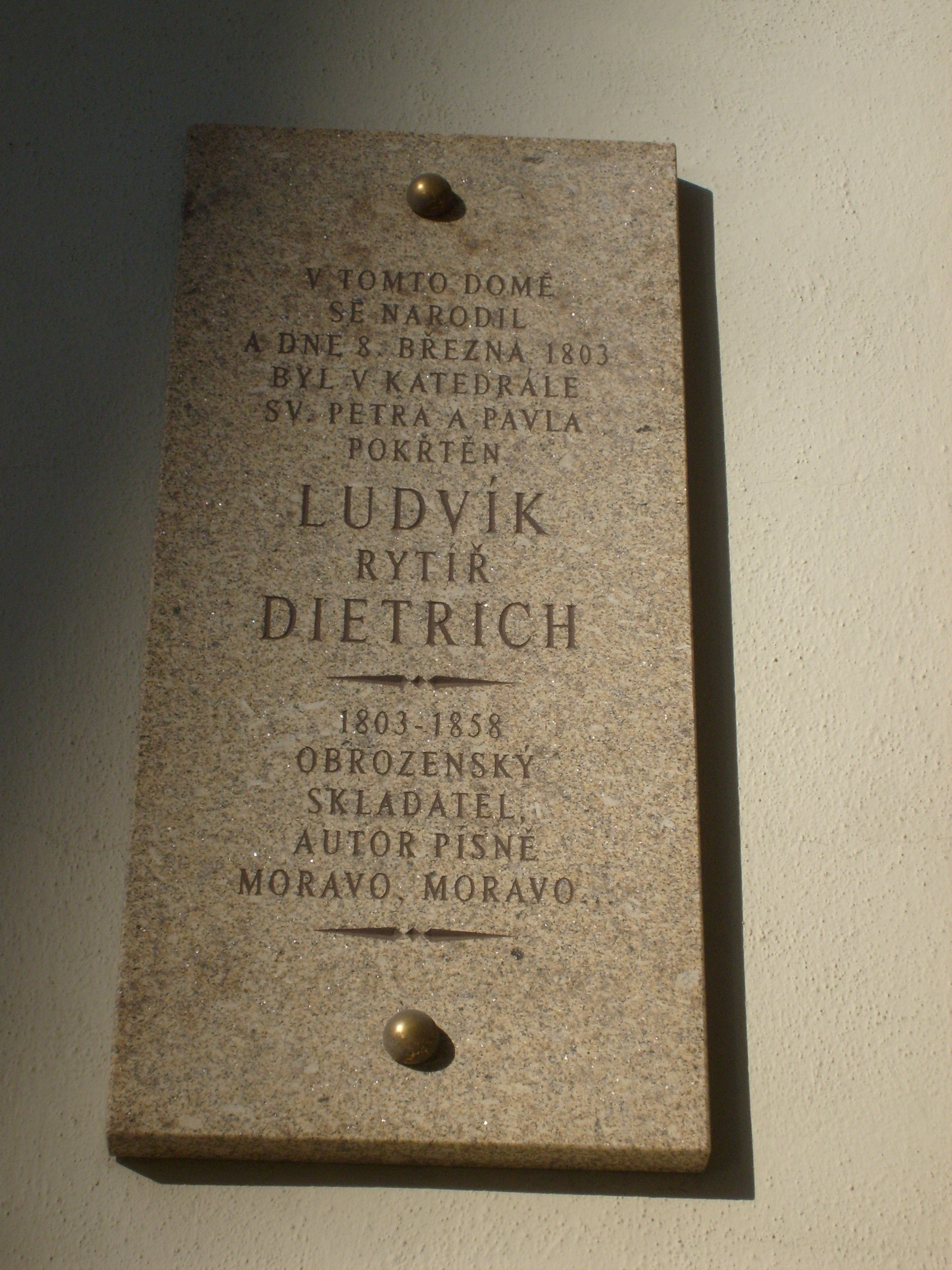
Pamětní deska Ludvíka Ditricha na jeho rodném domě v Brně

## Život
Pocházel z drobné moravské šlechty. Byl synem zemského advokáta, který měl v Jesenci u Konice na Prostějovsku malé panství. První zmínka o něm je z roku 1351 a patřilo postupně příslušníkům různých rodů drobné šlechty, mezi nimi i rytířům z Dietrichů. Obci vévodí poutní kostel sv. Libora postavený v letech na začátku 18. století podle návrhu architekta Jana Blažeje Santiniho a zámek. V zámku hrála zámecká kapela, jejíž repertoár měl významný vliv na Ludvíkovo hudební vzdělání.
Vystudoval gymnázium a lyceum v Olomouci a filosofii v Brně. Vedle toho studoval hudbu u Gottfrieda Riegera. Stal se v Olomouci učitelem hudby a pokračoval ve studiu skladby Antonína Emila Titla. Byl vynikajícím virtuosem na kytaru a značná část jeho díla je tvořena skladbami pro tento hudební nástroj.
Jeho tvorba byla do značné míry ovlivněna moravskou lidovou písní. Oblíbil si ji již v dětství v Jesenci a jeho zájem podporovalo i přátelství s Františkem Sušilem, autorem sbírky moravských národních písní, a příslušnost ke skupině vlastenců vedených Aloisem Šemberou. Pod jejím vlivem skládal vlastenecké písně na slova moravských a českých básníků. Vznikly tak Vlastenské písně, Písně z Rukopisu královéhradeckého na slova Václava Hanky, Růže stolistá na slova Ladislava Čelakovského, či písně na jeho vlastní slova, jako např. Kdož jste duchem Moravané.
Byl jedním z prvních moravských skladatelů, kteří zhudebnili texty na husitská témata. Zkomponoval oratorium Jan Hus (také 6. červenec), či na slova vlasteneckého kněze Františka Matouše Klácela písňovou baladu Navrácení poslů z Kostnice.
Přes veškeré úspěchy, kterých dosáhl jako kytarový virtuóz a skladatel zemřel v chudobě. Většina jeho velkých skladeb se nedochovala. Nesmrtelnost mu zajišťuje píseň Moravo, Moravo napsaná na text Václava Hanky (Hanka autorství připsal králi Jiříkovi z Poděbrad) ze sbírky Vlastenské písně. Ta byla již v 19. století považována za neoficiální moravskou hymnu. Nově ji jako hymnu vyhlásila hnutí na Moravě.[kdy?]

## Dílo

### Chrámové skladby
- Mše C-dur (1843)
- 5 pangelingua (1830)

### Písně
- Bergmanslied (1841)
- Písně na slova rukopisu Královédvorského (nedochováno – 1842)
- Navrácení poslů z Kostnice (balada – 1843)
- Vlastenské písně (1843)
- Přání Šemberovi (čtyřzpěv – 1843)
- Poutnická (1848)

### Orchestrální skladby
- Ouvertura (1840)
- Jagdsymfonie (1841)
- Jan Hus (6. červenec, oratorium, 1844 – nedochováno)

### Skladby pro kytaru
- Polonézy pro housle a kytaru (1853)
- Tři etudy
- Uherské tance
- Variace na operní melodie
- Úpravy operních árií a písní
- Taneční skladby (valčíky, polky)